# Olivier Zonzon
Olivier Zonzon (ur. 9 lutego 1987 w Jaunde) – kameruński siatkarz, gra na pozycji środkowego.
Debiutował w klubie Sonel VB. Obecnie reprezentuje barwy Al Shabab.